# Pinguicula orchidioides
Pinguicula orchidioides este o specie de plante carnivore din genul Pinguicula, familia Lentibulariaceae, ordinul Lamiales, descrisă de A. Dc.. Conform Catalogue of Life specia Pinguicula orchidioides nu are subspecii cunoscute.

## Galerie

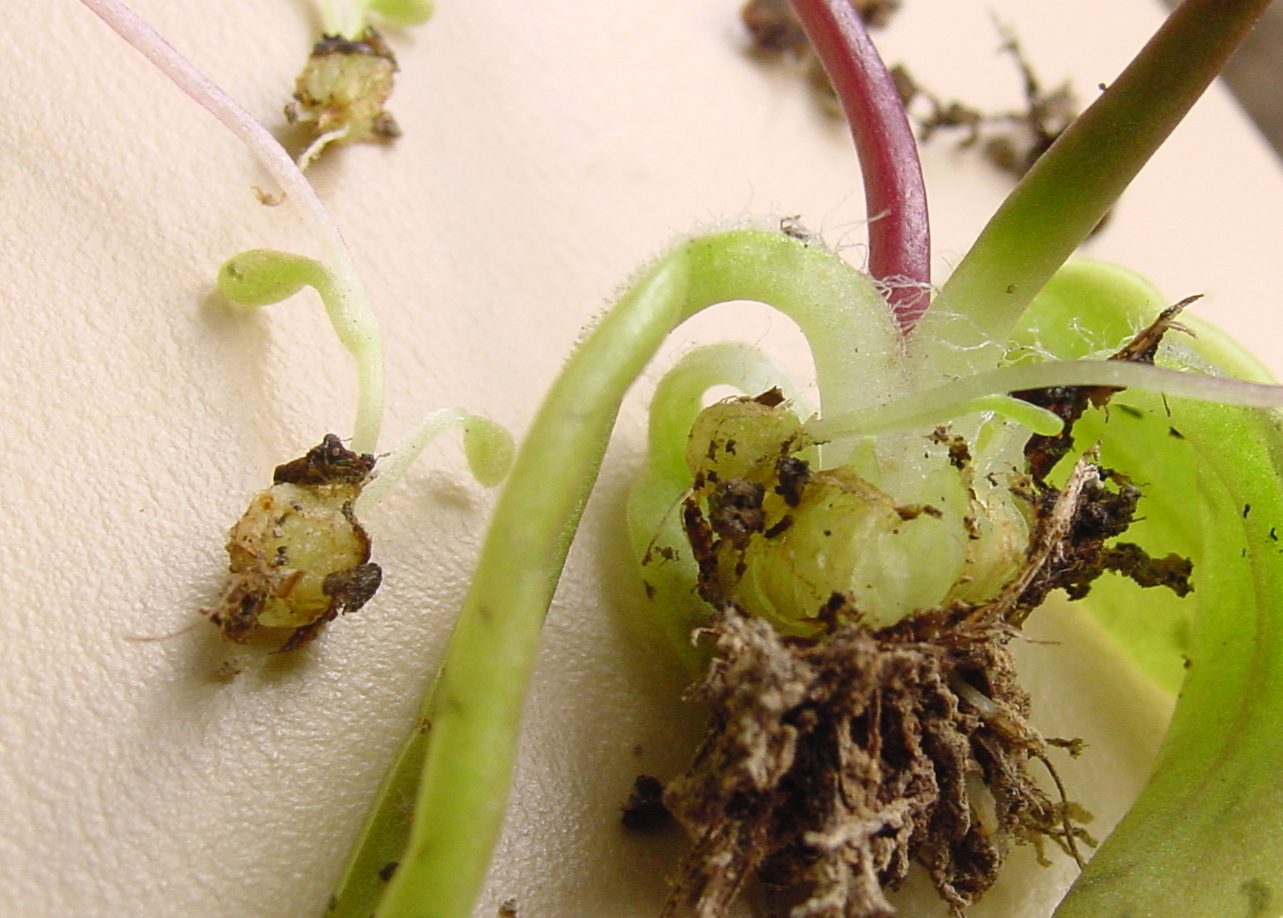
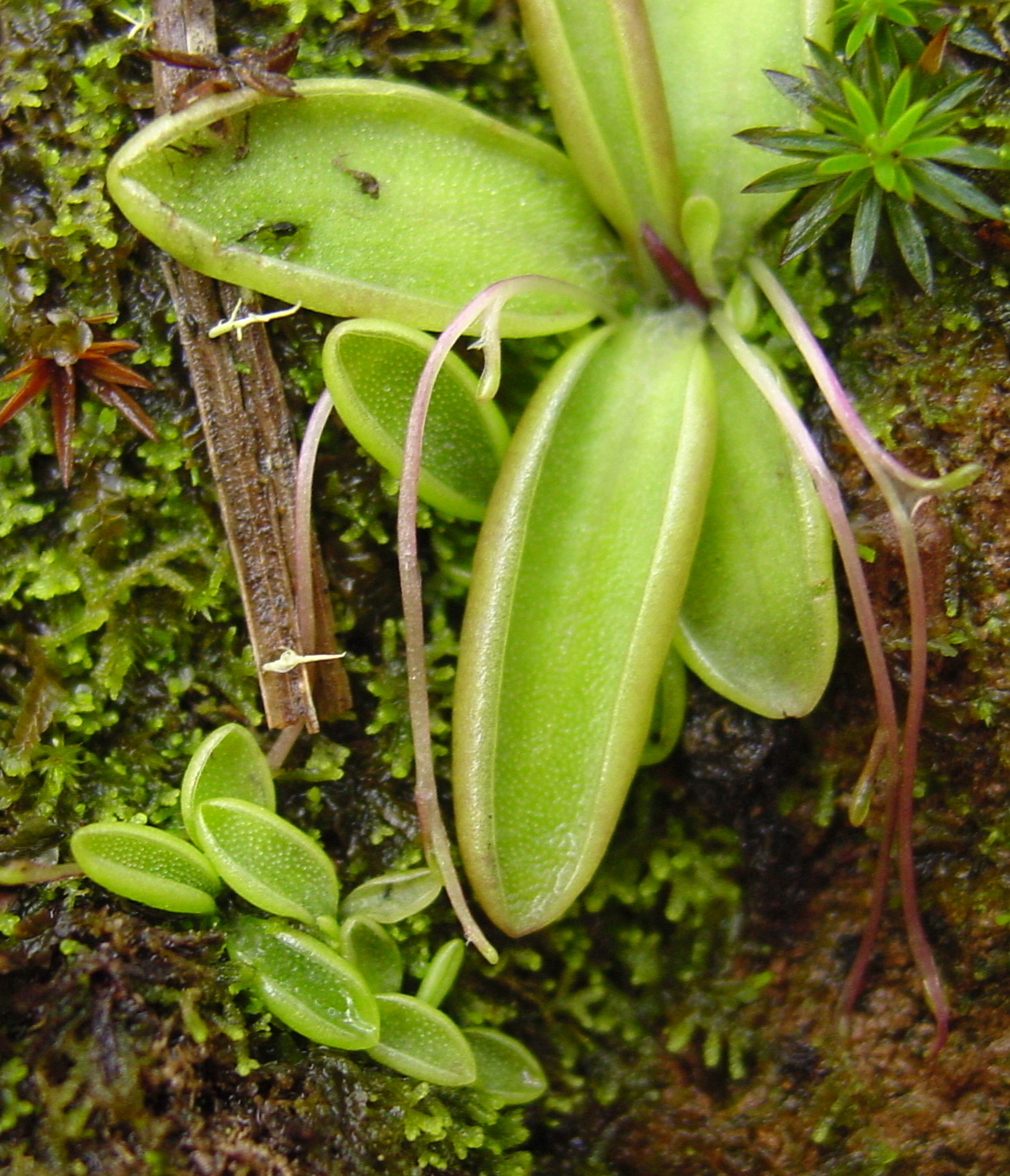
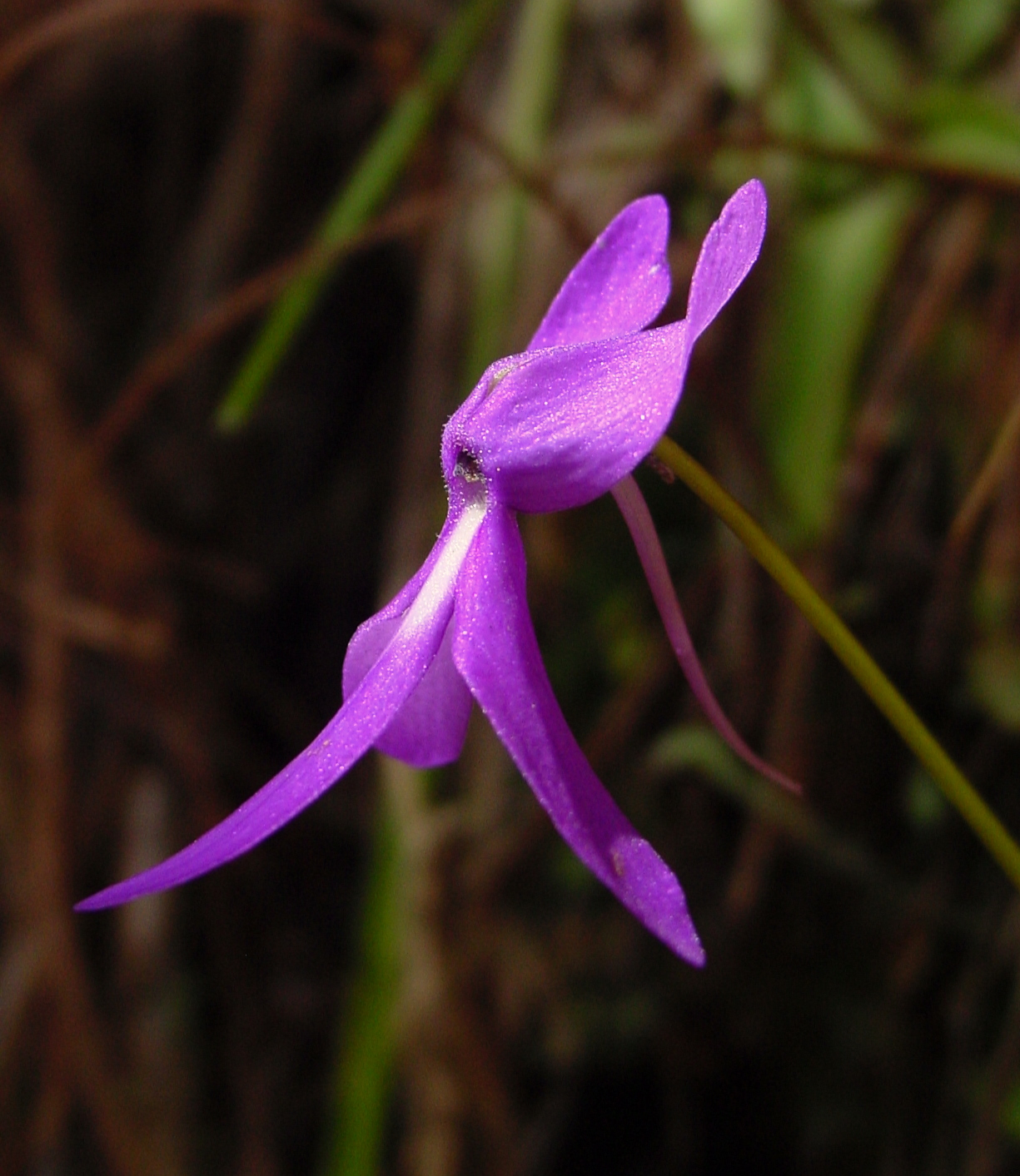
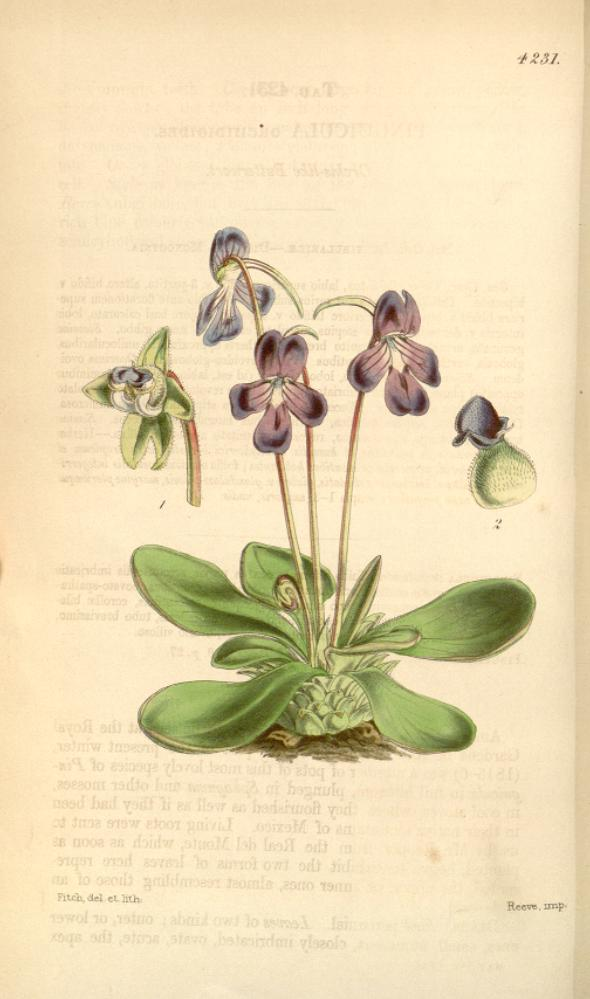
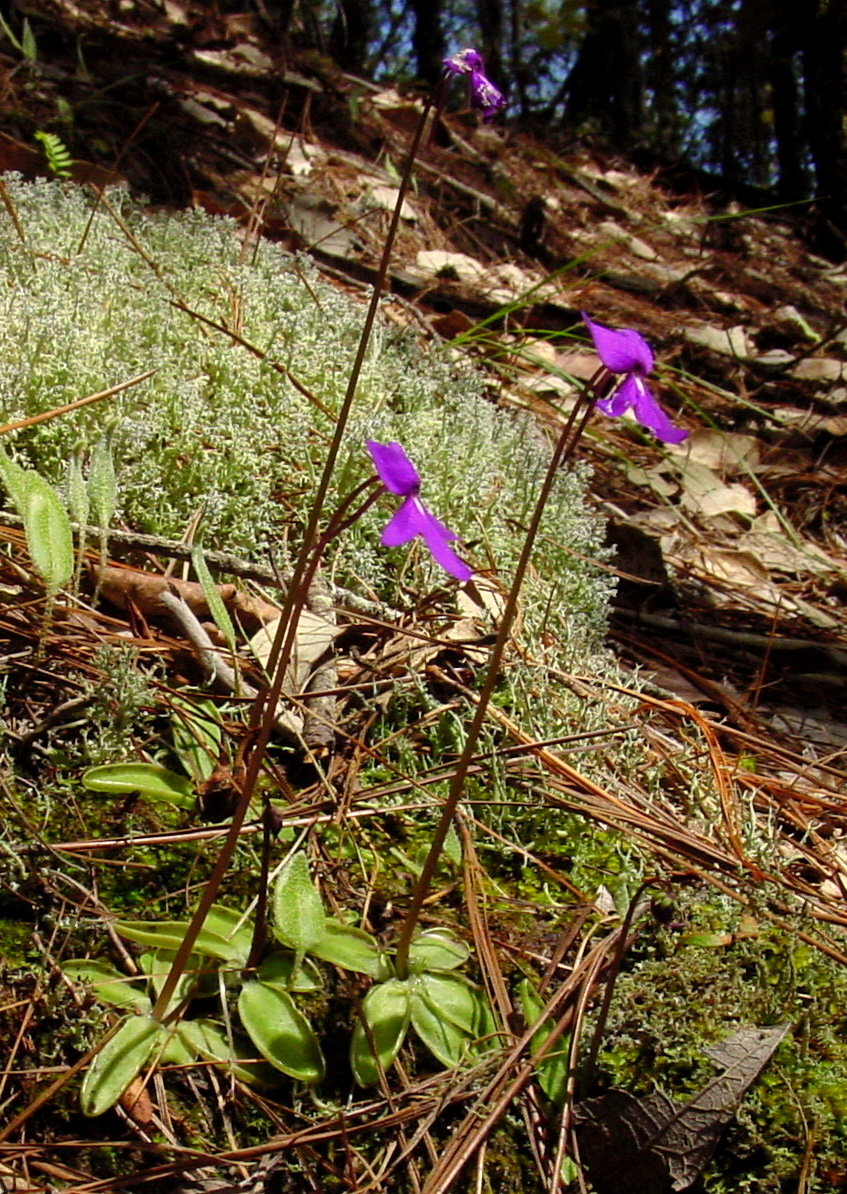